# Stefan Młodszy z Wierzbna
Stefan Młodszy z Wierzbna (zm. po 1 listopada 1251) – podłowczy książęcy na dworze księcia Henryka I Brodatego, z rodu panów z Wierzbnej.
Był synem Stefana Starszego, kasztelana bolesławieckiego, a później niemczańskiego. Umiejscawia się go wśród braci na trzecim miejscu pod względem starszeństwa, po Andrzeju i Janie, a przed Szymonem.
W 1238 roku był podłowczym książęcym. Możliwe, że był identyczny ze Stefanem, kasztelanem milickim w 1250 roku.
Niektórzy badacze utożsamiają go ze Stefanem, palatynem wrocławskim w latach 1236–1244.
Przypuszcza się, że jego synem był Andrzej, marszałek książęcy Henryka IV Probusa.